# 珀利茨
珀利茨是德国石勒苏益格－荷尔斯泰因州的一个市镇。总面积12.97平方公里，总人口1190人，其中男性623人，女性567人（2011年12月31日），人口密度92人/平方公里。